# Estación de Creux-de-Genthod
La estación de Creux-de-Genthod es un apeadero ferroviario ubicado en la comuna de Genthod, en el cantón de Ginebra.
El apeadero se encuentra junto a la carretera que une a Ginebra con Lausana, en el este del núcleo urbano de Genthod. En términos ferroviarios, el apeadero se sitúa en la línea Ginebra - Lausana, que por esta zona cuenta con tres vías debido a la intensidad del tráfico ferroviario. Tiene un único andén, a los que acceden las tres vías que pasan por la estación, y en las que paran los trenes Regio con destino Coppet o Ginebra, el único servicio ferroviario con el que cuenta la estación.
Las dependencias ferroviarias colaterales del apeadero son el apeadero de Genthod-Bellevue en dirección Ginebra y la estación de Versoix hacia Lausana.

## Servicios Ferroviarios
En la estación sólo efectúan parada los trenes Regio que tienen con destino Coppet procedentes de Lancy-Pont-Rouge y de Ginebra:
- R Lancy-Pont-Rouge - Ginebra-Cornavin - Versoix - Coppet. Tiene una frecuencia de 30 minutos los días laborables, que asciende a una hora los fines de semana y festivos, con un amplio horario que comienza a las 5 de la mañana y finaliza pasada la medianoche.[1]